# 웨이블릿

Morlet Wavelet

웨이블릿(wavelet)이란 0에서 시작해 진폭이 커졌다가 다시 진폭이 0으로 돌아가는 파동을 말한다. 즉, 짧은 시간동안 나타나는 파동으로 지진계나 심전도에서 주로 관찰된다. 신호 처리에 유용하게 사용되기 위해 특별한 웨이블릿을 디자인해서 사용하기도 한다. 특정 주파수의 웨이블릿과 합성곱을 취하여 신호 속 그 주파수대역의 파워를 구할 수 있다.
예를 들어 가온 도(Middle C) 주파수와 대략 32분 음표 정도의 길이를 가진 웨이블릿을 생성할 수 있다. 만약 웨이블릿이 노래의 녹음본에서 생성된 신호와 합성곱된다면, 그 결과를 통해 노래에서 언제 미들 C 노트가 재생되고 있었는지를 아는 데 유용할 것이다. 수학적으로, 어떤 알려지지 않은 신호가 웨이블릿과 유사한 주파를 가진다면 웨이블릿은 공명할 것이다. 이것은 소리굽쇠가 물리적으로 특정 소리굽쇠 주파가 가지는 음파와 공진하는 것과 같다. 공명의 개념은 웨이블릿 이론의 많은 실용적인 응용 프로그램들의 핵심이다.
웨이블릿은 오디오 신호, 이미지 뿐 아니라 다른 다양한 종류의 데이터로부터 정보를 추출하는데 사용될 수 있는 수학적 도구이다.데이터를 완전히 분석하기 위해서는 일련의 웨이블릿이 추가적으로 필요하다. 이러한 일련의 "보완적인" 웨이블릿은 빠짐(gap)이나 중복(overlap) 없이 데이터를 분해할 수 있어, 분해 과정은 수학적으로 가역적(reversible)이다.그러므로 이러한 일련의 보완적인 웨이블릿은 손실을 최소화하며 원정보를 복원하도록 설계된 웨이블릿 기반의 압축/해제 알고리즘에서 유용하다.
수학적으로, 이 표현방식(representation)은 제곱 적분 가능 함수(L2 function)의 힐베르트 공간을 위한 완비, 직교 기저 함수의 집합 혹은 overcompelete 집합 혹은 벡터 공간의 프레임에 관한 제곱 적분 가능 함수의 웨이블릿 시리즈 표현방식이다.

## 이름
웨이블릿이라는 단어는 디지털 신호 처리 및 탐사 지구물리학에서 수십 년 동안 사용 해왔다. 동의 프랑스어로는 Morlet와 Grossmann이 1980년대 초반에 "작은 파동"을 의미하는 ondelette이라는 단어를 사용했다.

## 같이 보기
- 디지털 시네마
- 프랙탈 압축
- 분수 푸리에 변환
- 하위헌스 원리
- JPEG 2000
- 스펙트로그램

## 참고 문헌
1. ↑  Ricker, Norman (1953). “WAVELET CONTRACTION, WAVELET EXPANSION, AND THE CONTROL OF SEISMIC RESOLUTION”. 《Geophysics》 18 (4). doi:10.1190/1.1437927.